# Герта Шпонер
Ге́рта Дороте́я Елі́забет Шпо́нер (нім. Hertha Dorothea Elisabeth Sponer) (1 вересня 1895, Ниса, Сілезія — 27 лютого 1968, Ільтен, Нижня Саксонія) — видатна німецька вчена-фізик, яка зробила вагомий внесок у застосування квантово-теоретичних методів в атомній і молекулярній фізиці. Відома в молекулярній спектроскопії за методом Бірджа–Шпонер, який використовується для розрахунку енергії дисоціації молекули. Вона була другою жінкою після Еммі Нетер, яка завершила навчання в Геттінгенському університеті, однією з перших жінок в Німеччині, які отримали ступінь доктора філософії з фізики й здобули габілітацію, першою професоркою на фізичному факультеті Дюкського університету. 1936 року вона емігрувала до США й до виходу на пенсію викладала в університеті Дюка. Її молодша сестра Марго Шпонер — доктор філософії з іспанського мовознавства, учасниця руху опору націонал-соціалізму, убита нацистами 27 квітня 1945 року.

## Родина й освіта
Герта Шпонер народилася 1 вересня 1895 року в Нисі (Пруська Сілезія) в протестантській родині торгівця канцтоварами. Її батько Роберт Франц Шпонер одружився пізно, у 38 років, з її мамою Елізабет Гелен Геерде, яка мала на той час 16 років. Герта була найстаршою серед братів Гюнтера й Вальтера та сестер Марго й Шарлоти. Спочатку Герта відвідувала початкову школу в Нисі, а пізніше після переїзду родини із Сілезії — у саксонському місті Циттау. З 1907 до 1910 року вона навчалася в приватній школі-інтернаті в Циттау, а з 1910 до 1912 року відвідувала приватні гімназіальні жіночі курси (нім. Gymnasialfrauenkurse) в Берліні, щоб підготуватися до вступу в одинадцятий клас Циттауської реальної школи (нім. Realschule). Цю школу вона залишила після трьох місяців навчання, оскільки зрозуміла, що саксонська школа не забезпечить достатнього рівня знань для продовження навчання в університеті. І попри бажання вивчати фізику в університеті, вона погодилася з батьками, що стане вчителькою середньої школи для дівчат. Герта розпочала навчання в школі виховательок (гувернанток) в Ганновері й 1913 року склала іспит в Гайдельберзі. Наступні два роки працювала вихователькою. Для жінок це була поширена в Прусії на той час освіта виховательки чи вчительки початкових класів.
Пропрацювавши два роки вихователькою й майже рік вчителькою початкової школи Герта Шпонер 1917 року склала екстерном матуральний іспит за середню школу (Abitur) в реальній гімназії Ниси з найвищою оцінкою з фізики. Окрилені успіхом доньки батьки погодилися на її навчання в університеті.
1917 року Герта Шпонер поступила на факультет природничих наук Тюбінгенського університету, який першим з німецьких університетів допустив жінок до навчання, що на практиці було реалізовано з 1907 року. Найбільший вплив на Шпонер мали заняття з експериментальної фізики, які проводив професор Фрідріх Пашен, вмілий експериментатор, який займався вивченням атомних спектрів і створив в університеті лабораторію, яка стала один з головних європейських дослідницьких центрів спектроскопії. Проте, в Тюбінгенському університеті не було занять з теоретичної фізики, і це стало однією з причин того, що Шпонер після року занять перейшла в Геттінгенський університет.
Тут навчальні дисципліни з теоретичної фізики Герті Шпонер викладали: Вольдемар Фогт, який читав лекції з механіки; Роберт Поль, директор Інституту експериментальної фізики (як військовозобов'язаний міг приступити до своїх обов'язків лише після завершення війни); нідерландський фізик і хімік Петер Дебай, який читав лекції з експериментальної фізики й на час відсутності Поля лекції з квантової механіки. Вона закінчила навчання в рекордні терміни, за шість семестрів: два в Тюбінгені й чотири в Геттінгені.
Дисертаційну роботу Шпонер виконувала під керівництвом Петера Дебая. 1920 року захистивши дисертацію на тему «Über ultrarote Absorption zweiatomiger Gase», вона здобула ступінь доктора філософії з фізики. Усний докторський іспит 17 березня 1920 року в неї приймали Дебай (фізика — «дуже добре» (лат. magna cum laude)), Давид Гільберт (математика — «дуже добре»), Адольф Віндаус (хімія — «добре» (лат. cum laude)). Її дисертація про ультрачервоне поглинання двоатомних газів є однією з перших робіт, у якій спектральні смуги, спричинені обертанням молекул, трактувалися з позицій квантової теорії. На жаль, дисертаційна робота ніколи не була опублікована через наслідки війни, ріст інфляції, яка спричинила такі витрати на папір та друк, що університетські кафедри час від часу припиняли публікацію рукописів дисертацій. На той час така ситуація не була незвичною.

Екзаменатори докторського іспиту Герти Шпонер 17 березня 1920 року
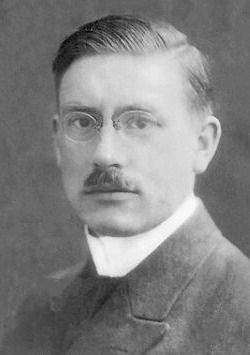
Петер Дебай, лавреат Нобелівської премії з хімії 1936 року
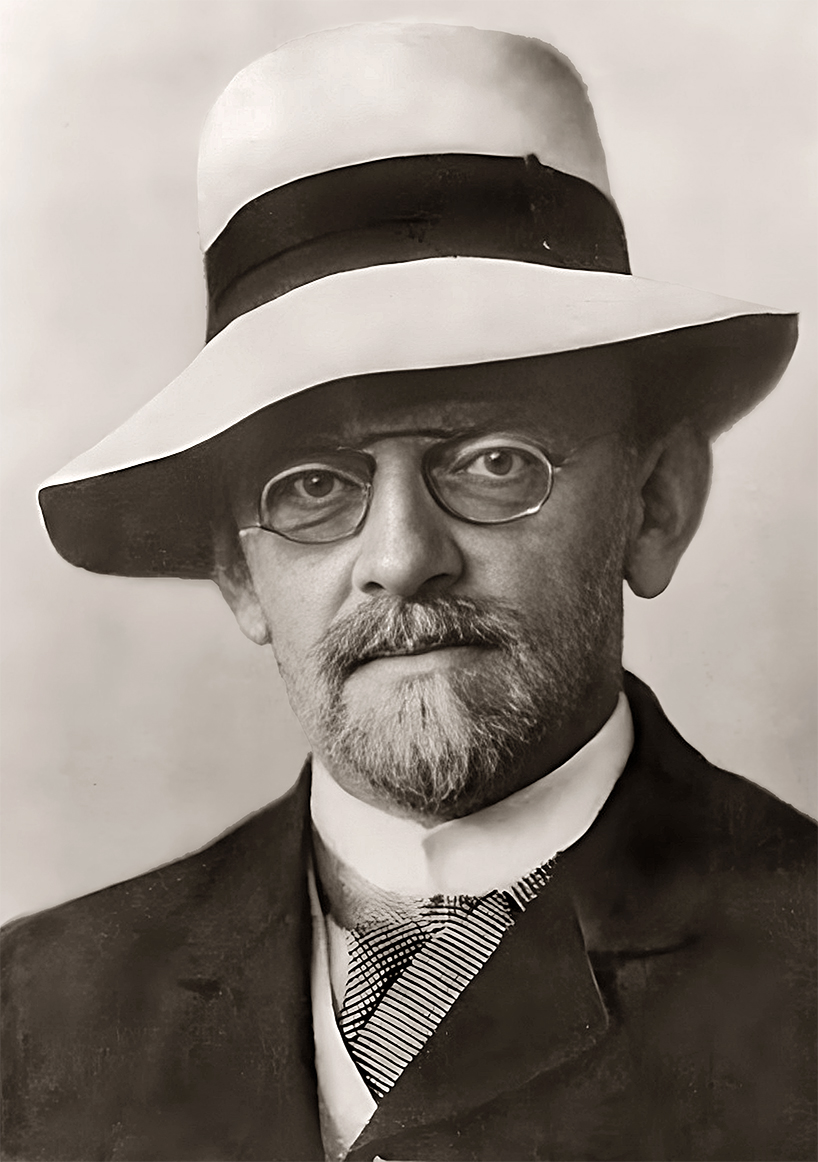
Давид Гільберт, визнаний світовий лідер математиків
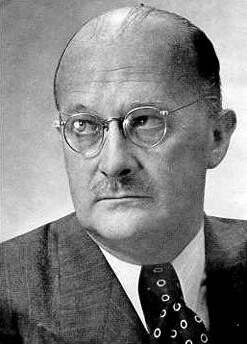
Адольф Віндаус, лавреат Нобелівської премії з хімії 1928 року

## Науково-викладацька діяльність

### Початок наукової кар'єри
Після захисту дисертації Шпонер у 1920—1921 роках за порадою Дебая працювала як постдоктор в Інституті фізичної хімії та електрохімії товариства ім. Кайзера Вільгельма, директором якого був відомий німецький хімік, лавреат Нобелівської премії з хімії 1918 року Фріц Габер. Там під керівництвом Габера вона вивчала методики проведення наукових експериментів, які не встигла опанувати за короткий термін навчання в університеті. З жовтня 1920 року, як неоплачувана асистентка професора Артура Венельта, допомагала проводити лабораторний курс з практичної фізики. В інституті вона познайомилася з професором Джеймсом Франком, який очолював секцію фізичної хімії інституту, і почала досліджувати під його керівництвом проблему непружних зіткнень електронів з атомами ртуті. Результати цих досліджень були представлені в її першій, підтриманій Франком, науковій публікації.

### Утвердження в Геттінгенському університеті
Коли Франк за наполяганням свого колеги Макса Борна погодився посісти посаду професора експериментальної фізики в Геттінгенському університеті, він запропонував Шпонер посаду його асистентки в цьому університеті. Ця пропозиція була наслідком їхньої плідної співпраці в інституті й визнання її наукових компетенцій.

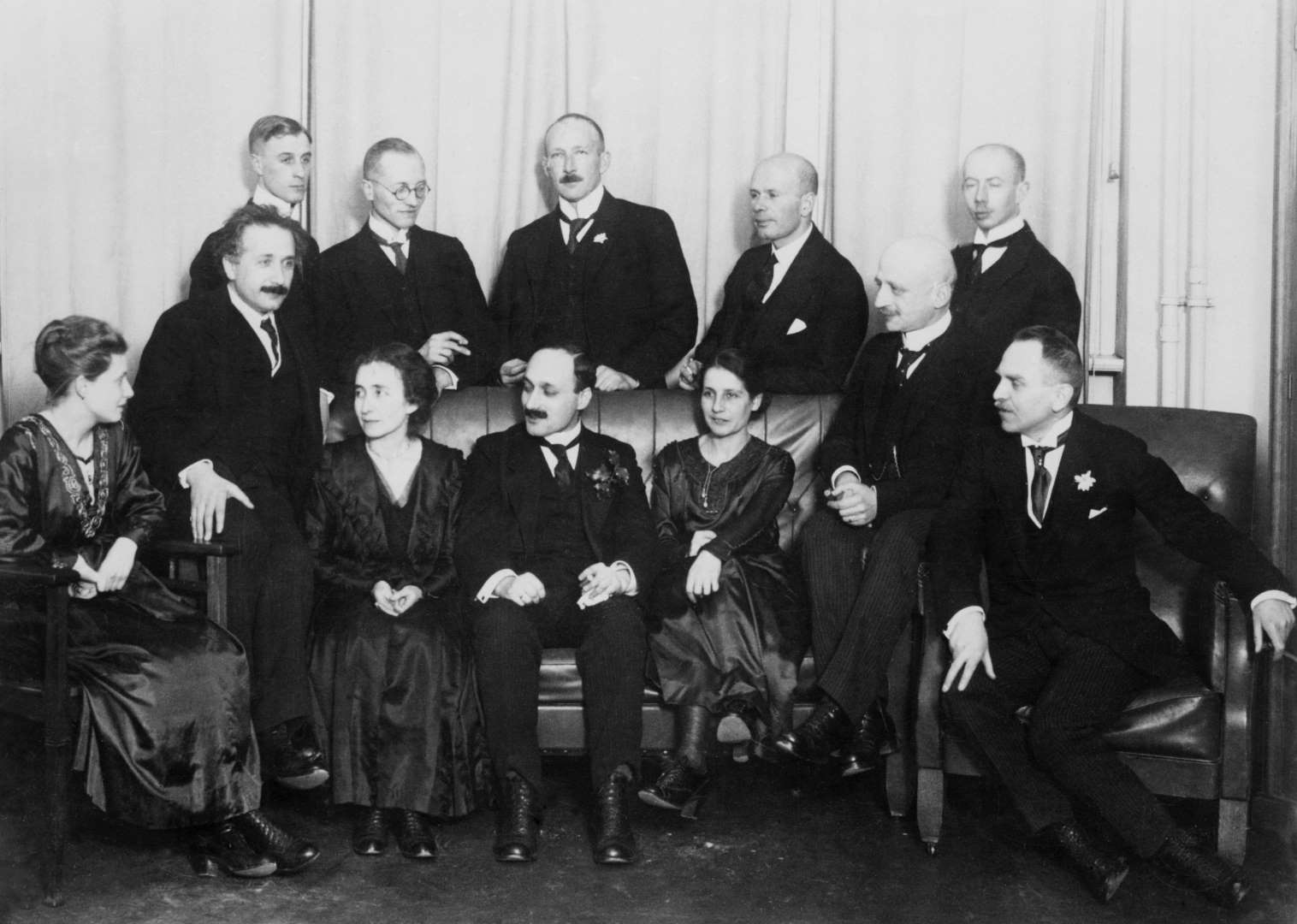
Прощальна зустріч фізиків й хіміків Інституту Фрідріха Вільгельма в Берліні з Джеймсом Франком перед його від'їздом у Геттінген, 1921 р.. Зліва направо: нижній ряд: Герта Шпонер, Альберт Айнштайн, Інгрід Франк (дружина), Джеймс Франк, Ліза Майтнер, Фріц Габер, Отто Ган; верхній ряд: Вальтер Ґротріан, Вільгельм Вестфаль, Отто фон Баєр, Петер Прінсгайм, Густав Герц

З квітня 1921 року Герта Шпонер посіла посаду асистента в другому інституті експериментальної фізики університету, який очолював Джеймс Франк (перший інститут теоретичної фізики очолював Макс Борн, перший інститут експериментальної фізики очолював Роберт Поль, якому підпорядковувалися усі три інститути фізики). Франк доручив їй відповідати за навчальну лабораторію з курсу експериментальної фізики, оскільки вона мала організаторські здібності й навички роботи зі студентами. Під керівництвом Франка вона продовжувала займатися експериментальною перевіркою квантової гіпотези, опублікувавши ще три статті за темою зіткнень електронів у газах з атомами. З 1924 року Шпонер розпочала спектральні дослідження в широкому діапазоні: молекулярні спектри та дисоціація молекул. Цим вона розпочала сферу досліджень, якій присвятила своє подальше наукове життя й у якій згодом здобула визнання.
1925 року після здобуття габілітації з правом викладання (лат. venia legendi) за роботу про спектр азоту (нім. «Anregungspotentiale der Bandenspektren des Stickstoffs») Шпонер була призначена на посаду приват-доцента з фізики в Геттінгенському університеті. Для європейських навчальних закладів це було рідкістю, хоча габілітація стала доступною для жінок у Веймарській республіці з 1918 року. Між 1908 і 1933 роками лише близько 0,1 % жінок, які захистили свої дисертації, стали доцентками, і лише половина з них стали професорками. На той час у Німеччині було лише дві університетські лекторки з фізики: Ліза Майтнер у Берліні обіймала посаду екстраординарного професора та Герта Шпонер Геттінгені — доцента. Становище жінки в університетському світі все ще залишалося нерівноправним. Наприклад, жінка-науковець повинна була залишити свою професію, коли виходила заміж. Посада Шпонер була прикріплена до посади Франка: якщо він залишав університет, то Шпонер втрачала свою посаду. Таку умову допуску її до габілітації поставив Роберт Поль.

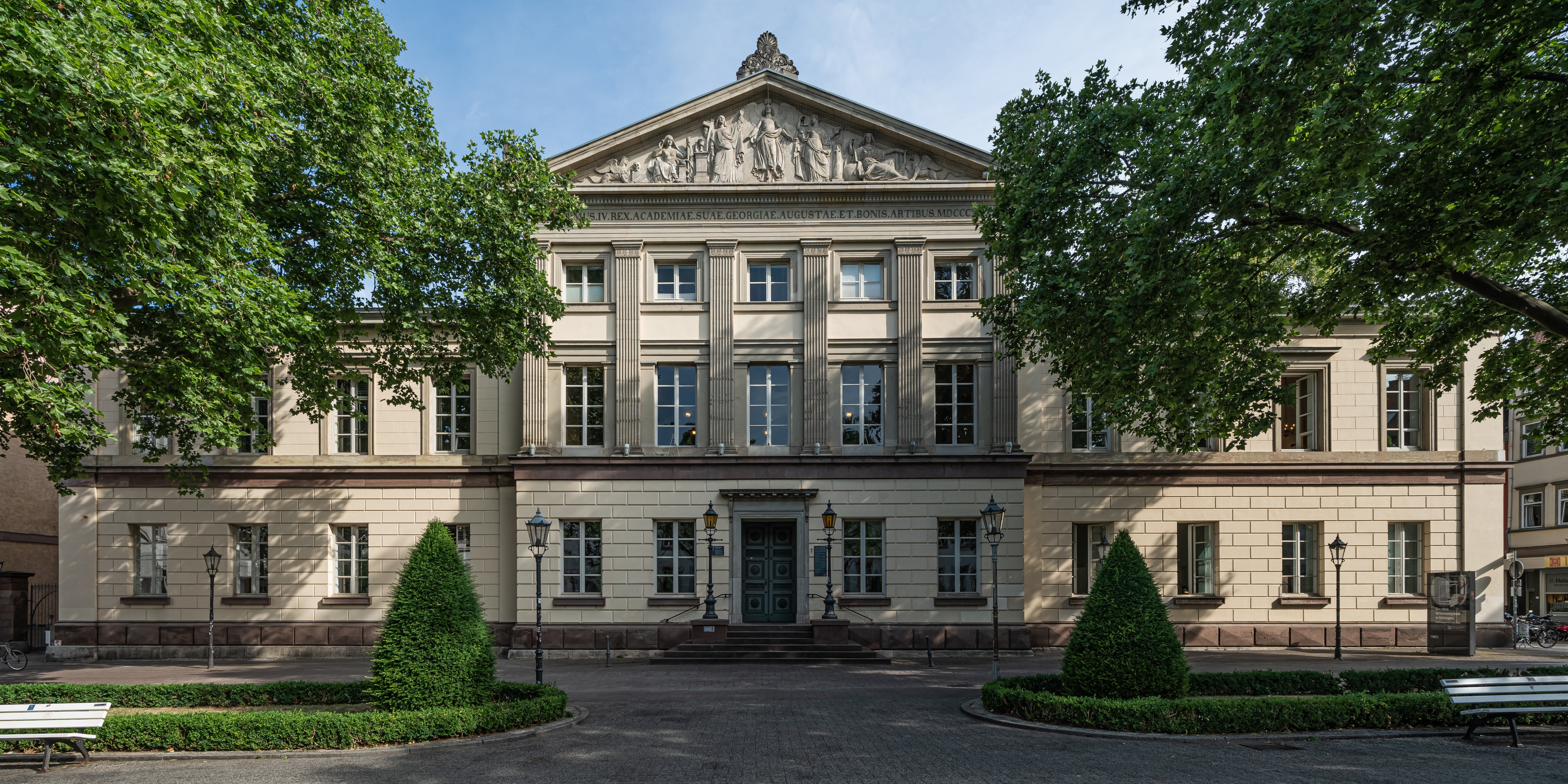
Будівля Геттінгенського університету

Відразу, через тиждень після призначення на посаду приват-доцента, Герта Шпонер виїхала в США на грант від Фонду Рокфеллера, де провела один рік в університеті Берклі, який на той час був центром вакуумної ультрафіолетової спектроскопії. У Берклі вона мала можливість проводити свої дослідження на новому ультрафіолетовому спектрографі Джона Гопфілда, зокрема отримати додаткові дані про спектр азоту. За результатами цих досліджень вона опублікувала кілька статей. Серед них стаття в співавторстві з Раймондом Бірджем стала однією з найвідоміших її публікацій.
Після повернення з Берклі Шпонер взялася до виконання обов'язків асистента з правом читання лекцій в інституті експериментальної фізики Джеймса Франка Геттінгенського університету. Її перший лекційний курс у зимовому семестрі 1926/1927 рр. мав назву «Пограниччя між хімією та фізикою» (нім. Grenzgebiete zwischen Chemie und Physic). У наукових дослідженнях вона зосередилася на вивченні дисоціації молекул у газовій фазі, зокрема молекул галогену. 1930 року Герту Шпонер підвищили до посади старшого асистента, а 1932 року — екстраординарного професора. Призначення жінки повним професором було немислимим у Прусії того часу. До 1934 року Шпонер продовжувала працювати в Геттінгені. В університеті на той час зберігався дух взаєморозуміння й взаємної поваги між викладачами й студентами, часто семінари відбувалися в приватних домівках професорів, були поширені спільні екскурсії, святкування, спортивні змагання. Шпонер була повністю інтегрована в навчальний процес і наукове життя університету, тісно співпрацювала з Джеймсом Франком, який цінував її не тільки за організаторські здібності, але й професійну компетентність. Крім приготування лабораторних курсів, досліджень дисоціації молекул, багато часу поглинала робота над книгою про молекулярні спектри. Накопичений матеріал для книги виявився набагато більшим, ніж очікувалося, тому декілька разів вона зривала реченець і була вимушена просити у видавця відтермінування подачі матеріалів (книгу було завершено й опубліковано у двох томах лише в 1935 і 1936 рр.). Одночасно з роботою над книгою Шпонер продовжувала публікувати статті, у яких розвивала нові ідеї в галузі молекулярної фізики на основі своїх досліджень молекулярних спектрів, з'ясовуючи в рамках квантової механіки взаємозв'язок між експериментальними спектрами та фізичними властивостями. Важлива стаття на цю тему була опублікована в 1931 році. Молекулярні спектри набагато складніші для інтерпретації за атомні, разом з тим дають більший обсяг інформації. Аналіз молекулярних спектрів з метою визначення енергії дисоціації молекул став провідною темою подальших досліджень Шпонер.
Після приходу до влади націонал-соціалістів 1933 року університетський дух взаємоповаги був знищений. Німецький уряд, очолюваний Адольфом Гітлером, став виганяти євреїв з академічних посад. Джеймс Франк, єврей за походженням, 1933 року був заарештований та згодом звільнений, оскільки він мав привілей, як учасник бойових дій у період Першої світової війни (служив офіцером на російсько-німецькому фронті й після важкого захворювання був відправлений у тил), який у рамках чинного закону захищав його від арешту й усунення з посади. Утім він сам подав у відставку, оскільки не хотів виконувати вказівку про звільнення співробітників і студентів єврейської національності. Він заявив про свою незгоду публічно, що було актом особистої мужності, і врешті емігрував у США. Перед тим як покинути Німеччину Франк, попри економічну депресію, зумів знайти роботу закордоном для кожного звільненого члена свого інституту. Після від'їзду Франка позиція Шпонер в університеті захиталася, у неї не було подальших перспектив викладати в німецькому університеті, працевлаштування було неможливим через принципову відмову директора фізичного інституту Поля від лекторок-жінок. Та й рівень фізичної науки в університеті після відходу багатьох математиків та фізиків на чолі з Франком, різко знизився.

### В еміграції
Хоча відповідно до законів націонал-соціалістів Герті Шпонер нічого не загрожувало та втрата улюбленої праці й перспектив ефективної наукової роботи
спонукали її до пошуку варіантів еміграції за межі нацистської Німеччини. Вона розіслала запити про працевлаштування у Льєж (Бельгія), Гронінген (Нідерланди), Мадрид (Іспанія), Осло (Норвегія). Отримавши запрошення від Фізичного інституту університету Осло на посаду запрошеного професора, 1934 року вона виїхала до Норвегії. Фізичний інститут у цей період перебував у стані переїзду, скромна бібліотека, вимога знання норвезької мови, відсутність колег за її науковою спеціалізацією — все це ускладнювало умови праці. Разом з тим Шпонер використала цей час, щоб завершити останні етапи публікації її фундаментальної двотомної книги про молекулярні спектри (1935, 1936).

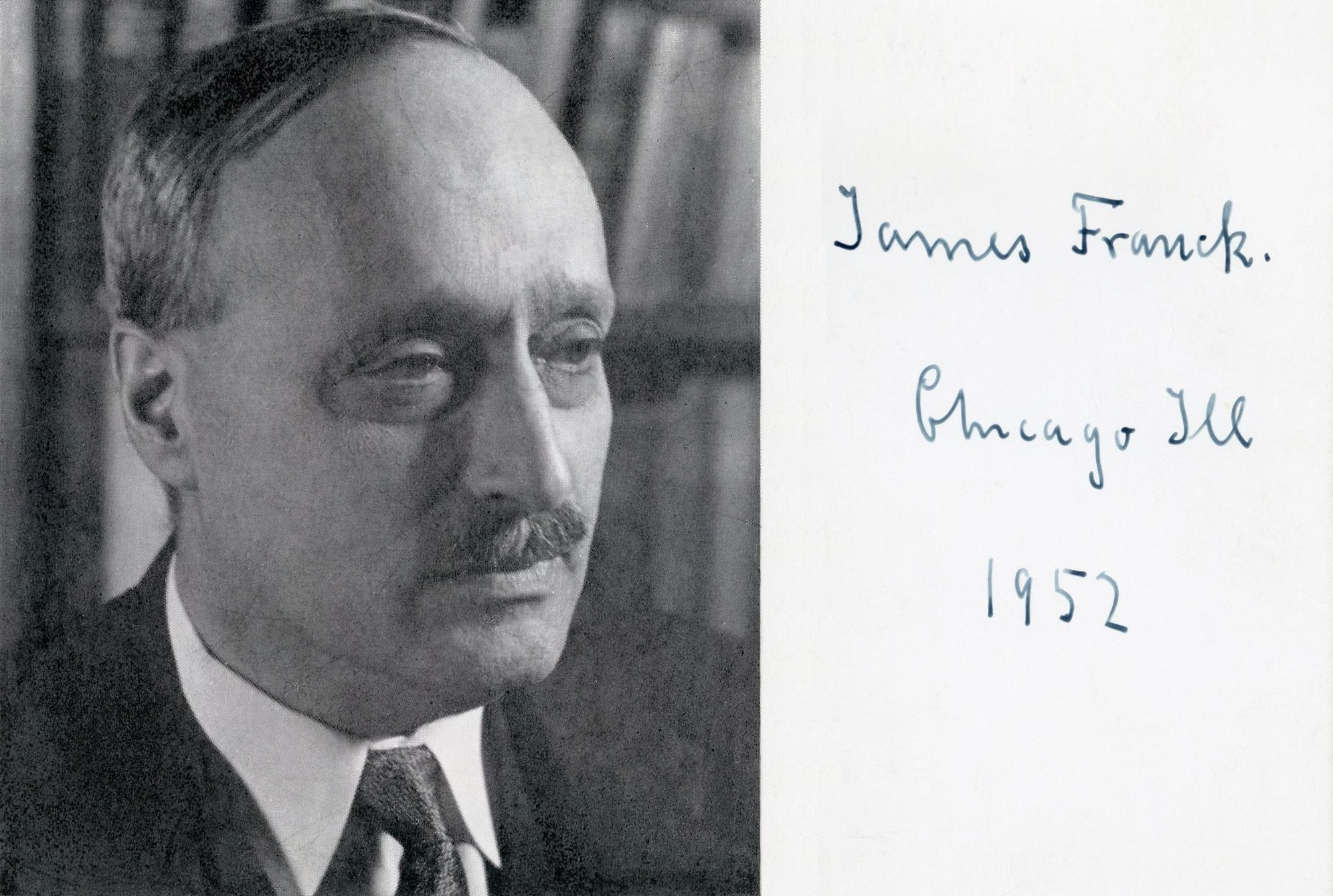
Джеймс Франк, Чикаго, 1952

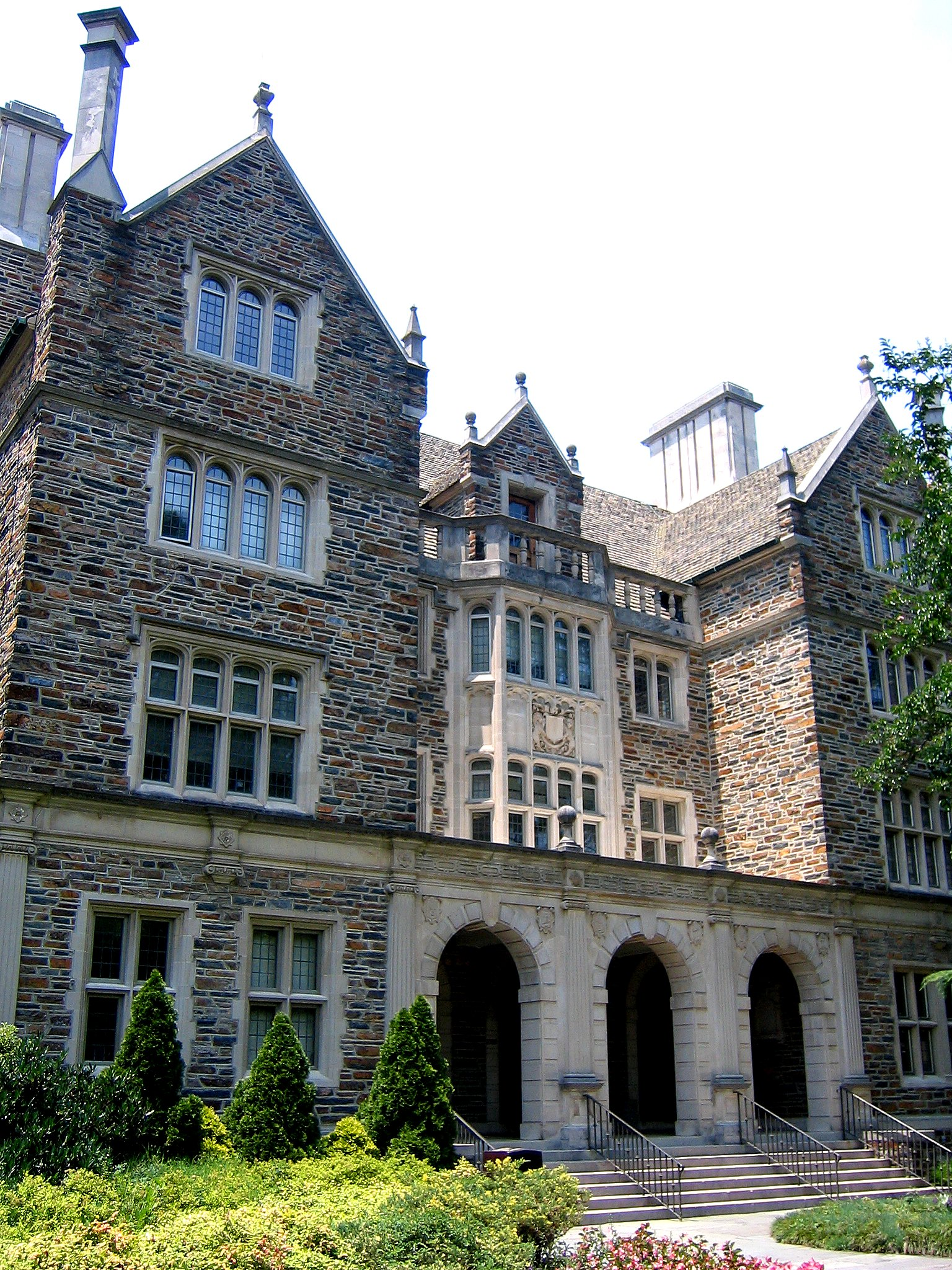
Будівля Old Chemistry, збудована 1932 року незадовго до появи в університеті Дюка Герти Шпонер

Джеймс Франк, який 1935 року емігрував до США і з яким вона підтримувала жваві листовні контакти, порадив їй пошукати працю в одному з багатьох американських університетів. 1936 року Герта Шпонер виїхала у США, отримавши посаду повного професора Дюкського університету в Даремі (Північна Кароліна). Вона стала першою жінкою-професоркою на фізичному факультеті цього університету. Джеймс Франк у той час працював на посаді професора університету Джонса Гопкінса, а 1938 року був призначений професором фізичної хімії й директором новоствореної лабораторії фотосинтезу Чиказького університету.
Спільно з Франком Шпонер допомогла багатьом німецьким науковцям-емігрантам знайти відповідну посаду в США. Зокрема, так була працевлаштована в жіночому коледжі Веллслі Гедвіґа Кон, пізніше в 1952 році — в університеті Дюка, знову за сприяння Спонер.
Герта Шпонер створила на фізичному факультеті університету Дюка лабораторію спектроскопії, яку в 1949 році перевели в нову будівлю. Там лабораторія розташовувалася у підвальному приміщенні, найспокійнішому місці зі стабільною температурою, обладнаному постаментами на окремих фундаментах для безвібраційного кріплення головного оптичного компонента її спектрометра. Як інструмент експериментів вона переважно використовувала вакуумну спектроскопію. У своїй лабораторії Шпонер поринула в комплексне вивчення багатоатомних молекул: визначення їх структури, співвідношення між енергіями зв'язку та абсорбції, загальне порівняння послідовності сполук. Ці дослідження вона виконувала з численними студентами та співробітниками й колегами. Разом з Едвардом Теллером та іншими теоретиками вона доповнювала піонерські дослідження електронних спектрів органічних сполук, зокрема бензолу, метану та їхніх похідних.
Під час Другої світової війни Шпонер брала участь у спеціальній трирічній навчальній програмі для військово-морського флоту США.

## Родинне життя
1941 року після довготривалої хвороби померла дружина Франка Інгрід. У цей період Франк і Шпонер, об'єднані 20-а роками знайомства й наукової співпраці, взаємно підтримувати один одного. 1946 року Герта Шпонер і Джеймс Франк одружилися. Коли 1938 року Джеймс Франк отримав посаду професора й директора лабораторії фотосинтезу Чиказького університету, він переїхав до Чикаго. Шпонер залишалася професором у Даремі. Географічно розлучившись, вони обмінювалися науковою інформацією, разом відвідували конференції в США й за кордоном. Спільним місцем їхнього проживання був лише заміський будинок на Кейп-Коді за 120 км від Бостона, близько до доньок і внуків Франка, де вони проводили літні канікули.
Герта Шпонер вперше після війни відвідала свою родину в Німеччині 1949 року, Джеймс Франк — 1953 року разом з Максом Борном для участі в церемонії присвоєння їм звань Почесних громадян Геттінгена. Пізніше подружжя неодноразово разом відвідували Німеччину, зокрема курорт Баден-Баден. Джеймс Франк помер раптово, коли вони з дружиною 1964 року гостювали в друзів у Геттінгені. Рік по тому Шпонер у віці 70 років перейшла на посаду професора-емерита. 
Невдовзі Герту Шпонер вразила хвороба Альцгеймера. 1966 року племінник забрав її в Німеччину до себе в Целле. Через рік її довелося помістити в психіатричний госпіталь у сусідньому містечку Ільтен муніципалітету Зенде, де вона померла 27 лютого 1968 року.

## Науковий доробок і визнання заслуг
Герта Шпонер була креативною науковицею, яка зробила вагомий великий внесок у застосування квантово-теоретичних методів в атомній і молекулярній фізиці. За період наукової діяльності вона опублікувала понад 90 наукових робіт, з них приблизно 60 під час американського періоду. Однак її найвагомішим науковим внеском у застосування сучасної квантової механіки до атомної та молекулярної фізики була двотомна монографія «Молекулярні спектри та їх застосування до хімічних проблем» (нім. Molekülspektren und ihre Anwendungen auf chemische Probleme).
Шпонер була вимогливою й водночас зичливою наставницею студентської молоді. В університеті Дюка під її керівництвом було захищено 12 магістерських робіт та 23 докторські дисертації.
Для проведення наукових досліджень Шпонер отримувала гранти:
- 1925—1926 рр. — Фонду Рокфеллера в університеті Берклі;
- 1952—1953 рр. — грант Ґуґґенгайма в Уппсальському університеті для проведення досліджень на тему "Теоретичне дослідження квантово-механічних методів розрахунку структурних властивостей складних молекул[7].

З 1940 року до 1943 року і з 1947 до 1953 вона була заступницею редактора журналу «Journal of Chemical Physics».
На відзначення її наукових заслуг Герта Спонер була обрана членом:
- Німецького фізичного товариства;
- Нью-Йоркської академії наук;
- Академії наук Північної Кароліни;
- Оптичного товариства Америки;
- Американського фізичного товариства;
- Почесного товариства Sigma Xi (англ. The Scientific Research Honor Society);
- Американської асоціації сприяння розвитку науки.

2001 року Німецьке фізичне товариство заснувало премію Герти Шпонер, яку щороку присуджують жінці-вченій, переважно на ранньому етапі її кар'єри.

### Вибрані публікації
- Sponer, Herta (1921). Über die Häufigkeit unelastischer Zusammenstöße von Elektronen mit Quecksilberatomen. Zeitschrift für Physik (нім.). 7: s. 185-200.
- H. Sponer (1921). Über ultrarote Absorption zweiatomiger Gase. Jahrbuch der Philosophie (нім.). Göttingen: Fakultät d. Univ. Göttingen: s. 153-160.
- H. Sponer; R. Minkowski (1923). Über die freie Weglänge langsamer Elektronen in Gasen. Zeitschrift für Physik (нім.). 15: s. 399-408.
- H. Sponer (1923). Über die freie Weglänge langsamer Elektronen in Edelgasen. Zeitschrift für Physik (нім.). 18: s/ 249-257.
- H. Sponer; R. Minkowski (1924). Über den Durchgang von Elektronen durch Atome. Ergebnisse der exakten Naturwissenschaften (нім.). 3: s. 67-85.
- H. Sponer (1925). Bemerkungen zum Serienspektrum von Zinn und Blei. Zeitschrift für Physik (нім.). 32: s. 19-26.
- H. Sponer (1926). Probleme und Methoden der Vakuumspektroskopie. Naturwissenschaften (нім.). 14: s. 356-364.
- Sponer, Hertha (1926). Zur Frage der Dissoziationsarbeit von Stickstoff und Sauerstoff. Naturwissenschaften (нім.). 14: s. 275.
- H. Sponer (1926). The Energy Levels of the Nitric Oxide Molecule. Nature (англ.). 117: 81.
- H. Sponer; T. Birge (1926). The Heat of Dissociation of Non-Polar Molecules. Physical Review (англ.). 28: 259—283.
- H. Sponer (1927). Die Absorptionsbanden des Stickstoffs. Zeitschrift für Physik (нім.). 41: 611—618.
- H. Sponer (1928). Lichtabsorption und Bindungsart von Molekülen der Gase und Dämpfe. Zeitschrift für Elektrochemie und angewandte physikalische Chemie (нім.). 34: s. 483-489.
- Sponer, Hertha; James Franck (1928). Beitrag zur Bestimmung der Dissoziationsarbeit von Molekülen aus Bandenspektren. Göttinger Nachrichten (нім.): s. 241-253.
- H. Sponer; H. Cordes (1930). Die Molekülabsorption des Chlors, Broms, Jodchlorids und Jodbromids im äussersten Ultraviolett. Zeitschrift für Physik (нім.). 63: s. 334-344.
- H. Sponer (1931). Zu den Bildungswärmen der gasförmigen Quecksilber-, Calcium- und Zinkhalogenide. Zeitschrift für Physikalische Chemie (нім.). 11: s. 425-432.
- H. Sponer (1931). Bandenspektren und Dissoziation. Leipziger Vorträge (нім.): s. 107-130.
- Franck, James; Hertha Sponer, Edward Teller (1932). Bemerkungen über die Prädissoziation dreiatomiger Moleküle. Zeitschrift für Physikalische Chemie (нім.). 18: 88—101.
- H. Sponer; G. Herzberg (1934). Über die Dissoziationswärme des Stickstoffmoleküls. Zeitschrift für Physikalische Chemie (нім.). 26: s. 1-7.
- H. Sponer (1935). Los espectros de las moleculas y su aplicacion a los problemas quimices. Anales Sociedad Espanola de Fisica y Quimica (ісп.). 33: 167, 222, 275, 343.
- Sponer, Hertha (1935). Molekülspektren und ihre Anwendungen auf chemische Probleme (нім.). Т. Band I: Tabellen. Berlin.
- Sponer, Hertha (1936). Molekülspektren und ihre Anwendungen auf chemische Probleme (нім.). Т. Band II: Text. Berlin.
- H. Sponer; M. Bruch-Willstätter (1937). The Lattice Energy of Solid CO2. The Journal of Chemical Physics (англ.). 5: 745—751.
- H. Sponer; Nettie H. Coy (1938). Evidence for a Band System of Antimony Nitride. Physical Review (англ.). 53: 495.
- H. Sponer; E. Teller (1939). On the Application of the Franck-Condon Principle to the Absorption Spectrum of HgCl2. Journal of Chemical Physics (англ.). 7: 382.
- H. Sponer; E. Teller (1941). Electronic Spectra of Polyatomic Molecules. Reviews of Modern Physics (англ.). 13: 75—170.
- H. Sponer (1942). Ultraviolet Absorption Spectra of Substituted Benzenes. Reviews of Modern Physics (англ.). 14: 224—231.
- H. Sponer (1944). The Near Ultraviolet Absorption of Pyridine Vapor. Reviews of Modern Physics (англ.). 16: 225—244.
- H. Sponer (1947). Electronic Transitions in Trisubstituted Benzenes in the Near Ultraviolet. Chemical Reviews (англ.). 41: 281—291.
- H. Sponer; James Franck (1948). Comparison between Predissociation and Internal Conversion in Polyatomic Molecules. Contributions à l‘étude de la structure moléculaire  (англ.). Liège, Belgium. с. 169—178.
- H. Sponer; D. S. Lowe (1949). Absorption Spectrum of Benzotrifluoride Vapor in the Near Ultraviolet. Journal of the Optical Society of America (англ.). 39: 840—846.
- H. Sponer; Arnold M. Bass (1950). Fluorescence Studies of some Simple Benzene Derivates in the Near Ultraviolet. I. Fluorobenzene and Chlorobenzene. Journal of the Optical Society of America (англ.): 389—396.
- H. Sponer; J. H. Rush (1952). Absorption Studies of the Vapors of the Three Isomeric icolines in the Near Ultraviolet. Journal of Chemical Physics (англ.). 20: 1847—1862.
- H. Sponer (1955). Electronic Spectroscopy. Annual Review of Physical Chemistry (англ.). 6: 193—216.
- H. Sponer; Y. Kanda (1958). Triplet-Singulet Emission Spectra of Solid Toluene at 4 °K and 77 °K and in EPA Solution at 77 °K. Journal of Chemical Physics (англ.). 28: 798—806.
- H. Sponer (1959). Intra- and Intermolecular Radiationless Quantum Transitions in Complex Molecules. Radiation Research (англ.). Supplement l: 558—575.
- H. Sponer; Y. Kanda, Lawrence A. Blackwell (1960). Triplet-Singulet Emission Spectra of Benzene in a Crystalline Matrix of Cyclohexane at 4,2 °K and 77 °K. Spectrochimica Acta (англ.). 16: 1135—1147.
- H. Sponer; John Spangler (1961). Environmental Effects on the Longest Benzene Absorption in a Crystalline Cyclohexane Matrix. Spectrochimica Acta (англ.). 17: 1298—1299.
- H. Sponer; John Spangler (1963). Environmental Effects on the Near Ultraviolet Absorption and Emission Spectra of Benzene in a Crystalline Matrix of Cyclohexane. Spectrochimica Acta (англ.). 19: 169—187.
- H. Sponer; Yoshiya Kanda (1964). Triplet-Singulet Luminescence from methylated Benzenes in the Crystalline State and in Rigid Glass Solutions. Journal of Chemical Physics (англ.). 40: 778—787.